# Aloha from Hell
Aloha from Hell was een Duitse rockband die in 2006 opgericht werd en een Engelstalig repertoire heeft. De band won in augustus 2007 de Newcomer Band Contest van het Duitse magazine Bravo, wat hen een platencontract opleverde met Sony BMG. Op 6 juni 2008 kwam hun eerste single “Don't Gimme That” uit. Op 16 januari 2009 kwam het debuutalbum No More Days to Waste op de markt. Intussen tracht de band internationaal door te breken en volgden er optredens in onder meer Londen en Tokio. Er staat een tweede album gepland die opgenomen zal worden in het Zweedse Stockholm. Op 15 juni 2010 heeft de band bekendgemaakt uit elkaar te gaan. Het tweede album zal er dan ook niet komen. Op 24 juni 2010 was er een afscheidsconcert tijdens het festival "Der Krater bebt" in Hainsfahrt.

## Bandleden
- Zangeres: Vivien Eileen “Vivi” Bauernschmidt (10 november 1992)
- Gitaar: Moritz “Moo” Keith (18 juli 1990)
- Gitaar: Andreas “Andy” Gerhard (28 april 1987)
- Basgitaar: Maximilian “Max” Forman (17 juni 1991)
- Drum: Felix “Feli” Keith (26 mei 1993)

## Discografie

### Singles
- 2008: Don't Gimme That
- 2008: Walk Away
- 2009: No More Days to Waste
- 2009: Can You Hear Me Boys

### Album
- 2009: No More Days to Waste